# Kostel Nejsvětější Trojice (Tvrdošín)
Kostel Nejsvětější Trojice je římskokatolický kostel v Tvrdošíně na Slovensku.
Původní dřevěný kostel byl postaven v první polovině 17. století. V roce 1638 kostel vyhořel. Zachovala se jen věž a část obvodních zdí. Stavba současného zděného začala dne 24. května 1766. Z původního kostela byla ponechána věž, kněžiště a oratoř. Kostel byl vysvěcen 2. června 1770 na den Svaté Trojice. Kostel je trojlodní s monumentálním pozdně barokním oltářem. Kostel byl vymalován místním malířem Karlem Mayerem. Kolem roku 1900 byla restaurována i věž kostela, která byla poškozena masivním požárem. Původní věž byla cibulovitého tvaru. Byla pokryta vrstvou měděného plechu, který byl zrekvirován během první světové války. Během druhé světové války byl kostel zasažen minou. Mina poškodila východní část střechy, klenbu kostela a oltář. Oltář obnovil akademický malíř Ctibor Belan společně se truhlářským mistrem Jánem Rakytou.
V kostele se nachází několik významných historických památek. Mezi nejvýznamnější patří: mariánský sloup (z konce 18. století) umístěný před vchodem do kostela, socha svatého Jana Nepomuckého (z konce 18. století) umístěná na severní straně nádvoří, lidová plastika svatého Floriána (druhá polovina 18. století) umístěná ve výklenku nad vchodem do sakristie kostela.

## UPG Project
Tento kostel byl modelován v 3D grafickém programu trueSpace.

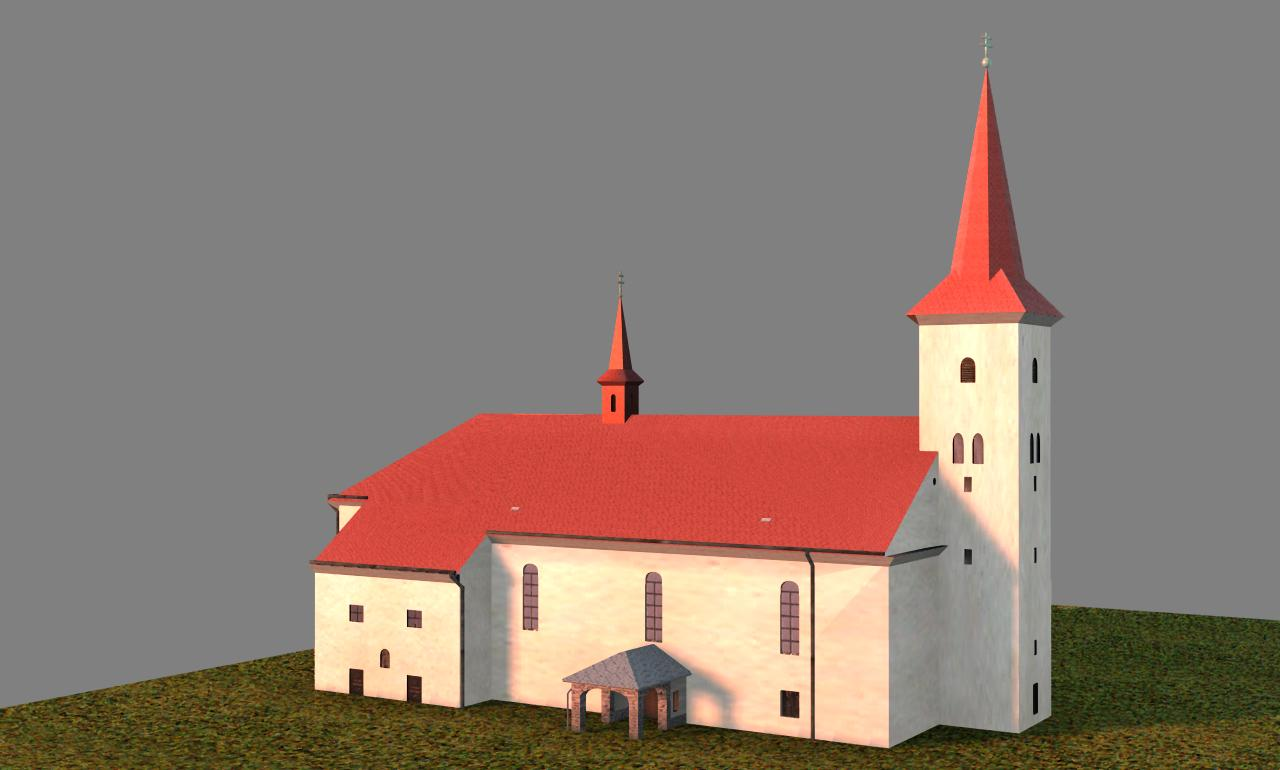
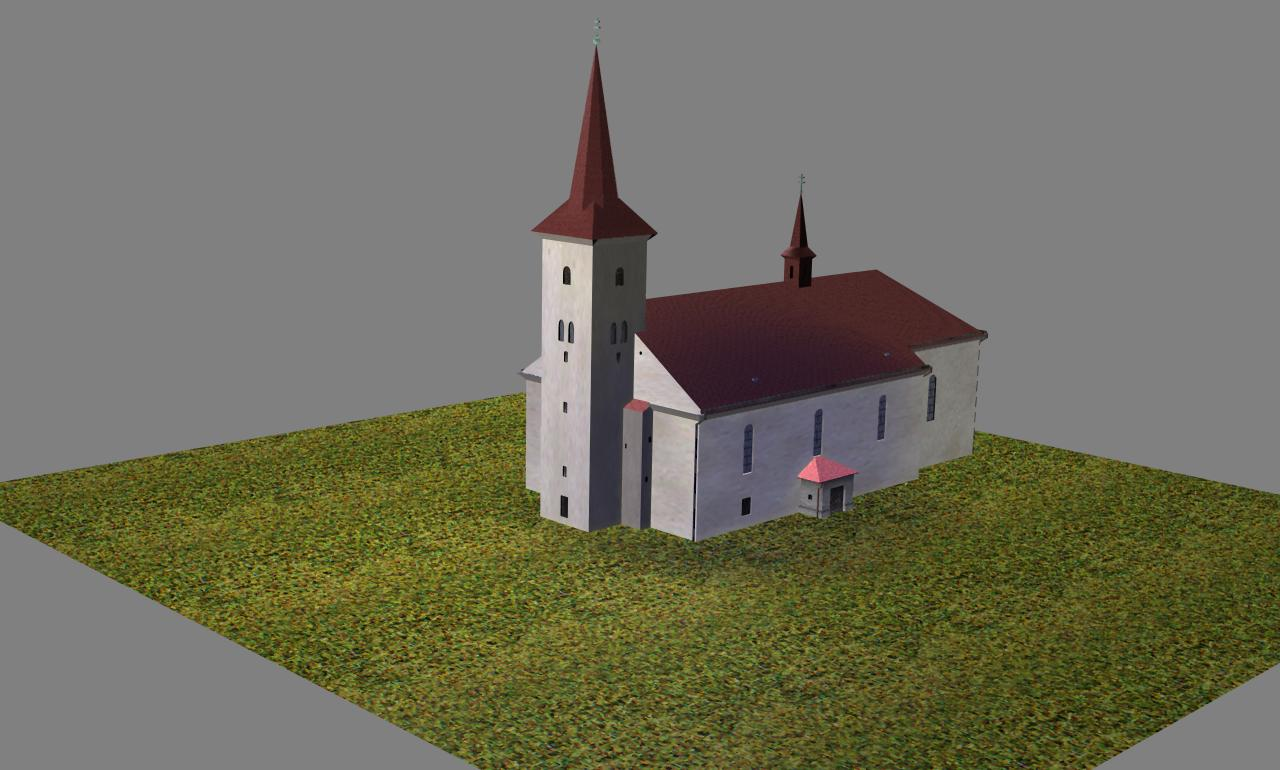
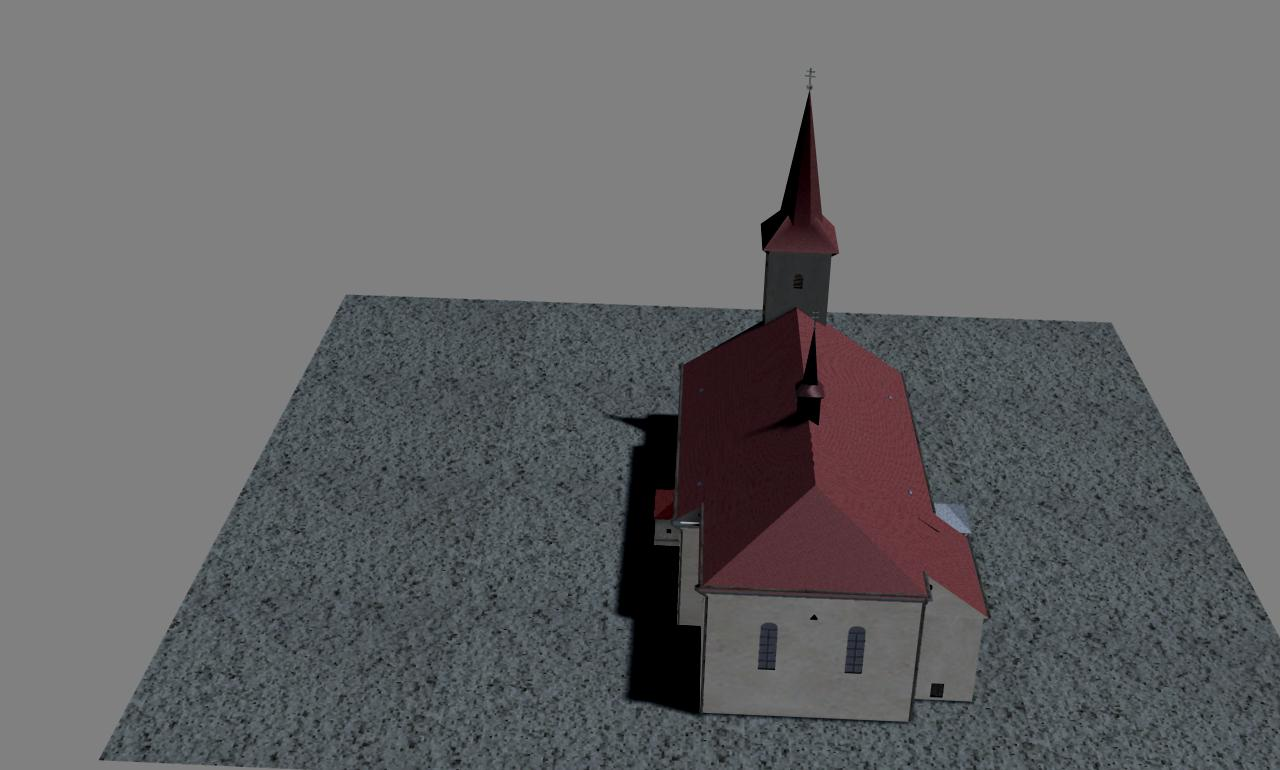
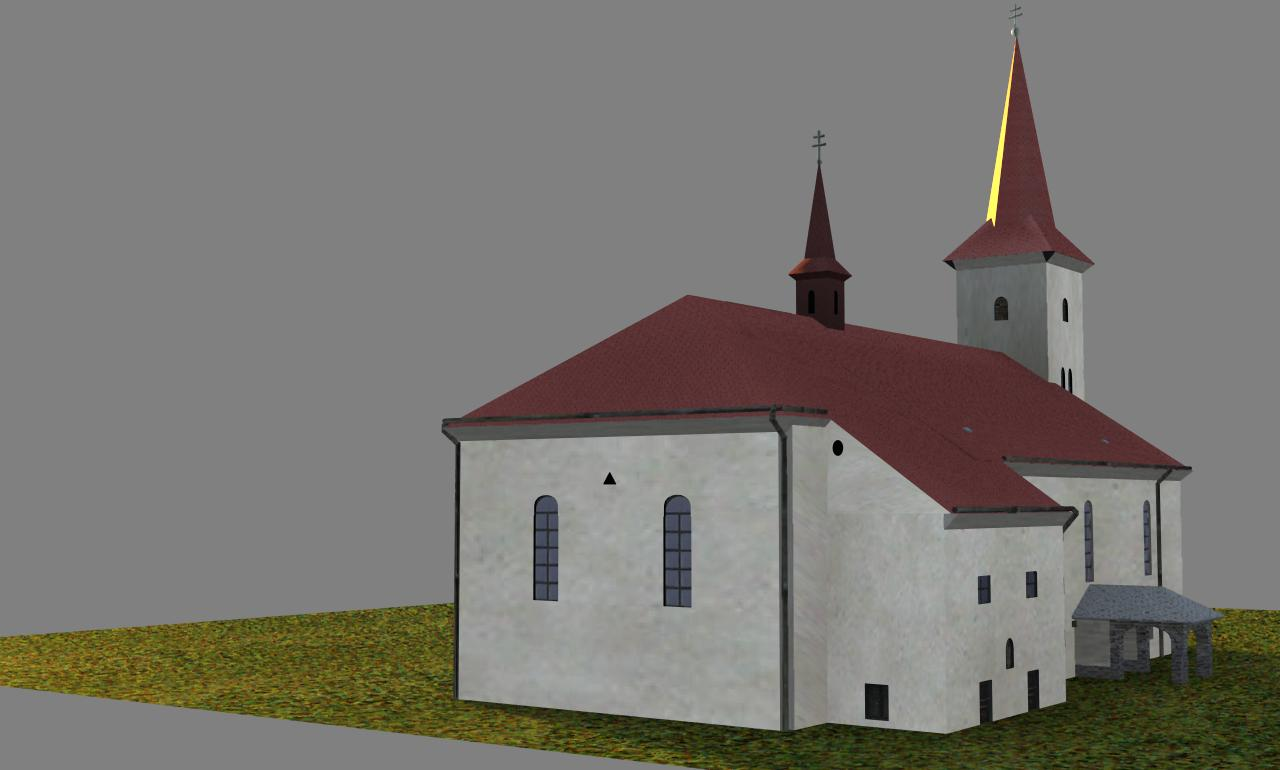